# Биньдинь (футбольный клуб)
«Биньдинь» (вьет. Bình Định) — вьетнамский футбольный клуб, представляющий город Куинён и провинцию Биньдинь. В 2001—2008 годах выступал в V-лиге и дважды участвовал в азиатской Лиге чемпионов. Ныне «Биньдинь» опустился в Первый дивизион.

## Достижения
- Чемпионат Вьетнама:

Бронзовый призёр: 2006
- Кубок Вьетнама:

Победитель (2): 2003, 2004
Финалист: 2007

## Выступления в чемпионатах Вьетнама
| Сезон    | 00/01 | 01/02 | 2003 | 2004 | 2005 | 2006 | 2007 | 2008 | 2009 | 2010 | 2011 | 2012 |
| -------- | ----- | ----- | ---- | ---- | ---- | ---- | ---- | ---- | ---- | ---- | ---- | ---- |
| Дивизион | 2     | 1     | 1    | 1    | 1    | 1    | 1    | 1    | 2    | 2    | 2    | 2    |
| Место    | 1     | 4     | 4    | 7    | 10   | 3    | 6    | 12   | 4    | 3    | 3    | 6    |

## Выступления в соревнованиях АФК
- Лига чемпионов АФК: 2

2004: групповой этап
2005: групповой этап